# 샹도르코르셀
샹도르코르셀 (Champdor-Corcelles)는 프랑스 오베르뉴론알프 앵주의 코뮌이다. 2016년 1월 1일 샹도르와 코르셀이 합병되면서 신설되었다.

## 지리
샹도르코르셀 주변으로 우트리아즈, 비외디즈나브, 브레노, 랑트네, 이즈나브, 오트발로메, 아랑, 오트빌롱느, 뤼피외 등의 코뮌과 경계를 마주한다.

## 역사
2015년 11월 27일 제정된 오베르뉴론알프 조례에 따라 대표코뮌으로 지정됐던 샹도르와 코르셀을 통합하면서 신설되었다. 코뮌 행정청은 샹도르에 두게 되었다.

## 명소
- 샹도르 성 (Château de Champdor) - 1740년부터 1743년까지 지어진 옛 성
- 생마르탱 교회 - 고딕 양식의 교회
- 페리에르 예배당

## 같이 보기
- 앵 주의 코뮌 목록